# Liglet
Liglet är en kommun i departementet Vienne i regionen Nouvelle-Aquitaine i västra Frankrike. Kommunen ligger i kantonen La Trimouille som tillhör arrondissementet Montmorillon. År 2022 hade Liglet 301 invånare.

## Befolkningsutveckling
Antalet invånare i kommunen Liglet
| Referens: INSEE |